# Фуллвуд, Альберт Генри
Альберт Генри Фуллвуд (англ. Albert Henry Fullwood; 15 марта 1863 — 1 октября 1930) — австралийский художник британского происхождения, официальный австралийский художник в Первой мировой войне.

## Биография

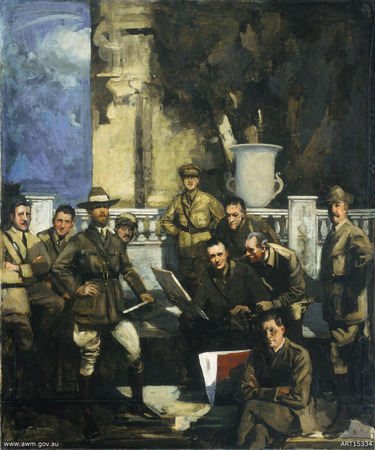
Фуллвуд на картине Джорджа Коутса Australian official war artists, 1916-1918 (см. описание внутри иллюстрации)

Родился 15 марта 1863 года в бирмингемском районе Хокли в семье ювелира Frederick John Fullwood и его жены Emma, урождённой Barr.
С 1878 года Альберт изучал искусство на вечерних занятиях в Бирмингемском институте. Также изучал искусство в школе Birmingham School of Landscape Art и в бирмингемской «Юношеской христианской ассоциации» (YMCA). После окончания обучения он переехал в Сидней в 1883 году и получил работу в полиграфической компании John Sands Limited в качестве литографа и дизайнера. В 1884 году Фуллвуд присоединился к художественному обществу Нового Южного Уэльса (Art Society of New South Wales), а вскоре после этого получил должность в штате проекта Picturesque Atlas of Australia, для которого он много путешествовал по Северной Австралии и сделал много зарисовок. Позже он работал в журнале The Sydney Mail и занимался здесь иллюстрированием. Одновременно продолжал заниматься живописью, и в 1892 году две его акварели были приобретены для Национальной галереи в Сиднее.
В 1895 году Фуллвуд принял участие в формировании общества Society of Artists в Сиднее и стал членом его первого совета. В 1900 году он приехал в Европу через Америку, проведя очень успешную выставку своих работ в Нью-Йорке. Основав в Лондоне свою штаб-квартиру, он несколько раз выставлялся в Королевской академии художеств, а также на различных выставках в Европе. Вскоре после начала Первой мировой войны Альберт Фуллвуд вступил в союзный  Allied Art Corps; позже был сержантом в медицинском корпусе королевской армии (Royal Army Medical Corps), базирующемся в 3-м Лондонском госпитале, а затем был назначен австралийским официальным военным художником. В 1920 году Фуллвуд вернулся в Сидней и продолжил работать как акварелист и гравировщик. Вместе с австралийским художником Джоном Ширлоу он был соучредителем общества Australian Painter-Etchers' Society.
Умер от пневмонии 1 октября 1930 года в сиднейском районе Waverley.

### Семья
13 октября 1896 года в Сиднее женился на Clyda Blanche Newman, дочери фотографа John Hubert Newman. У них было два сына — Philip L. Fullwood и Geoffrey Barr Fullwood, а также дочь — Marjorie Clyda.

## Труды
Работы Альберта Генри Фуллвуда представлены в многочисленных галереях Австралии (Art Gallery of New South Wales, National Gallery of Victoria, Art Gallery of South Australia) и Европы (Государственные художественные собрания Дрездена, Музей изобразительных искусств а Будапеште. Значительная часть его работ находится в Австралийском военном мемориале, а также в частных коллекциях.

Некоторые работы - виды городов
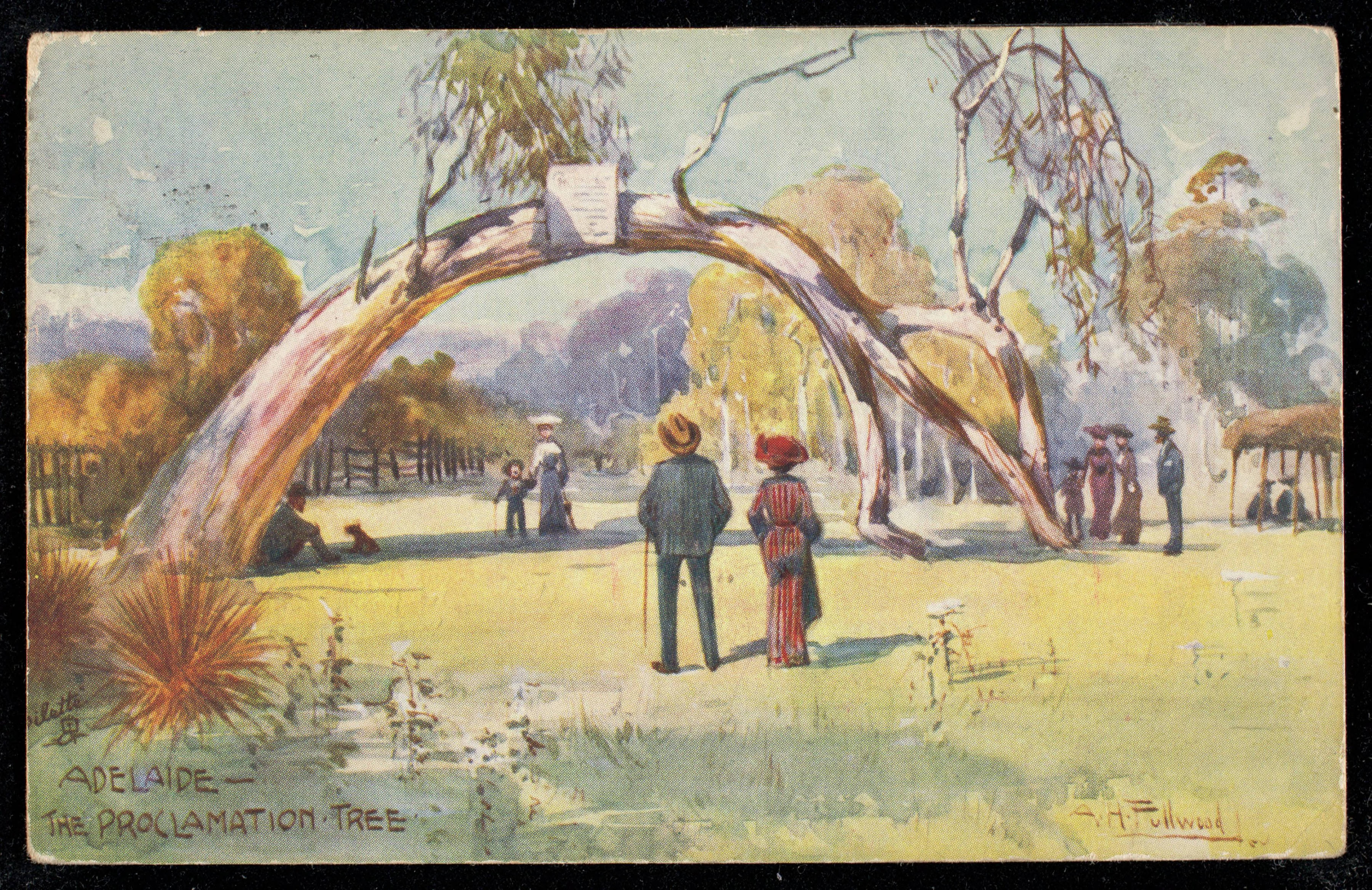
Аделаида
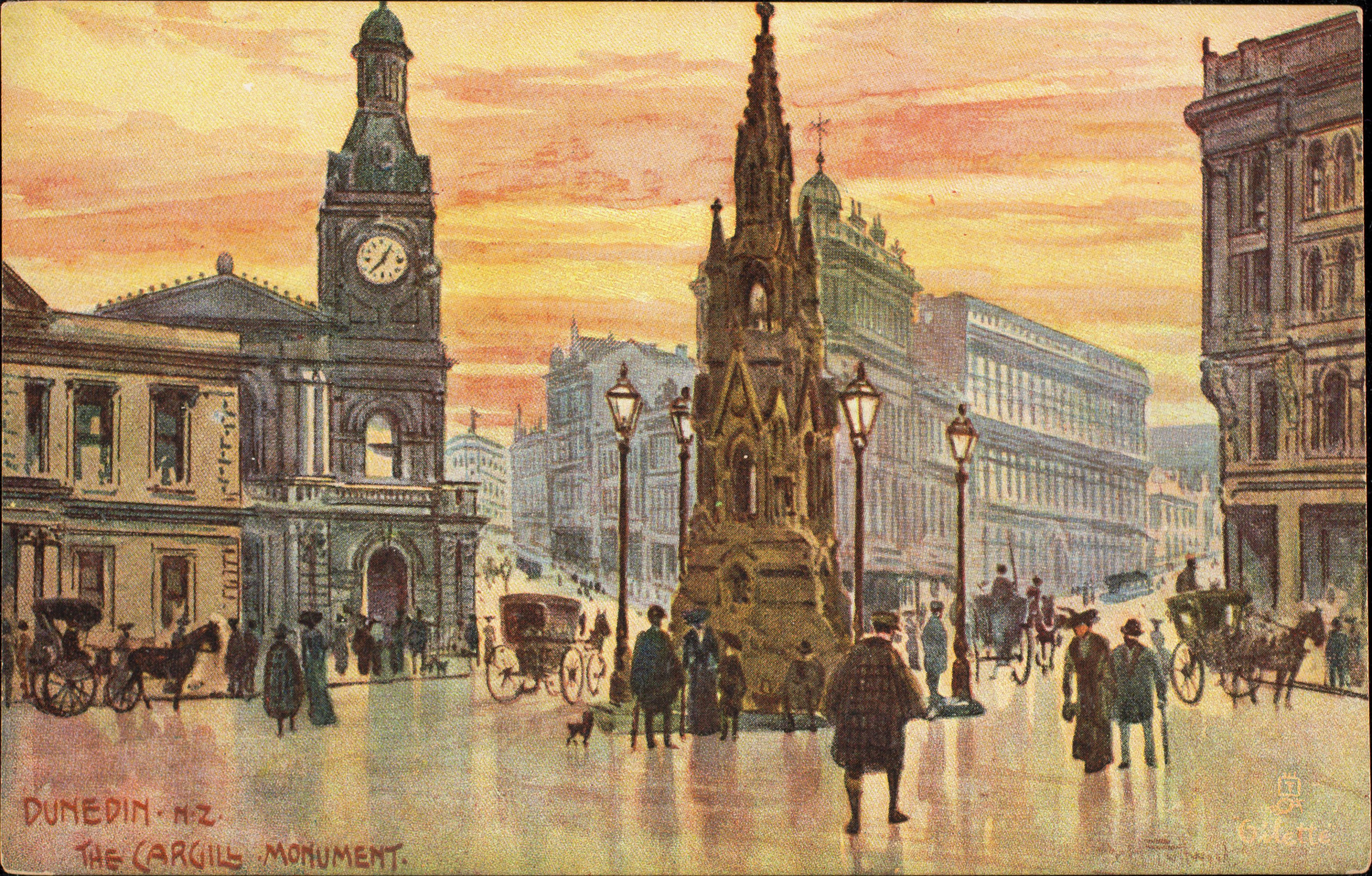
Данидин
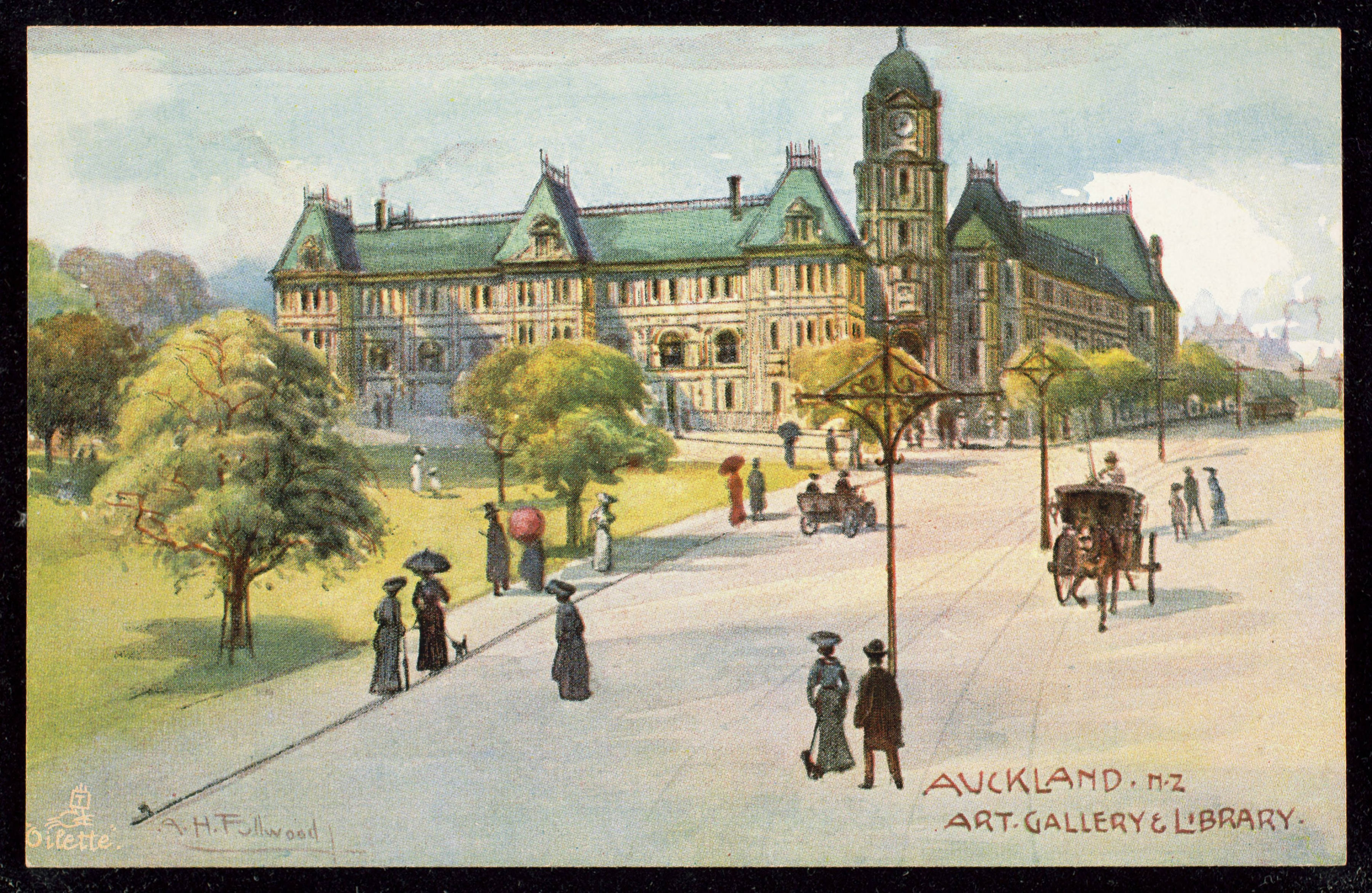
Окленд
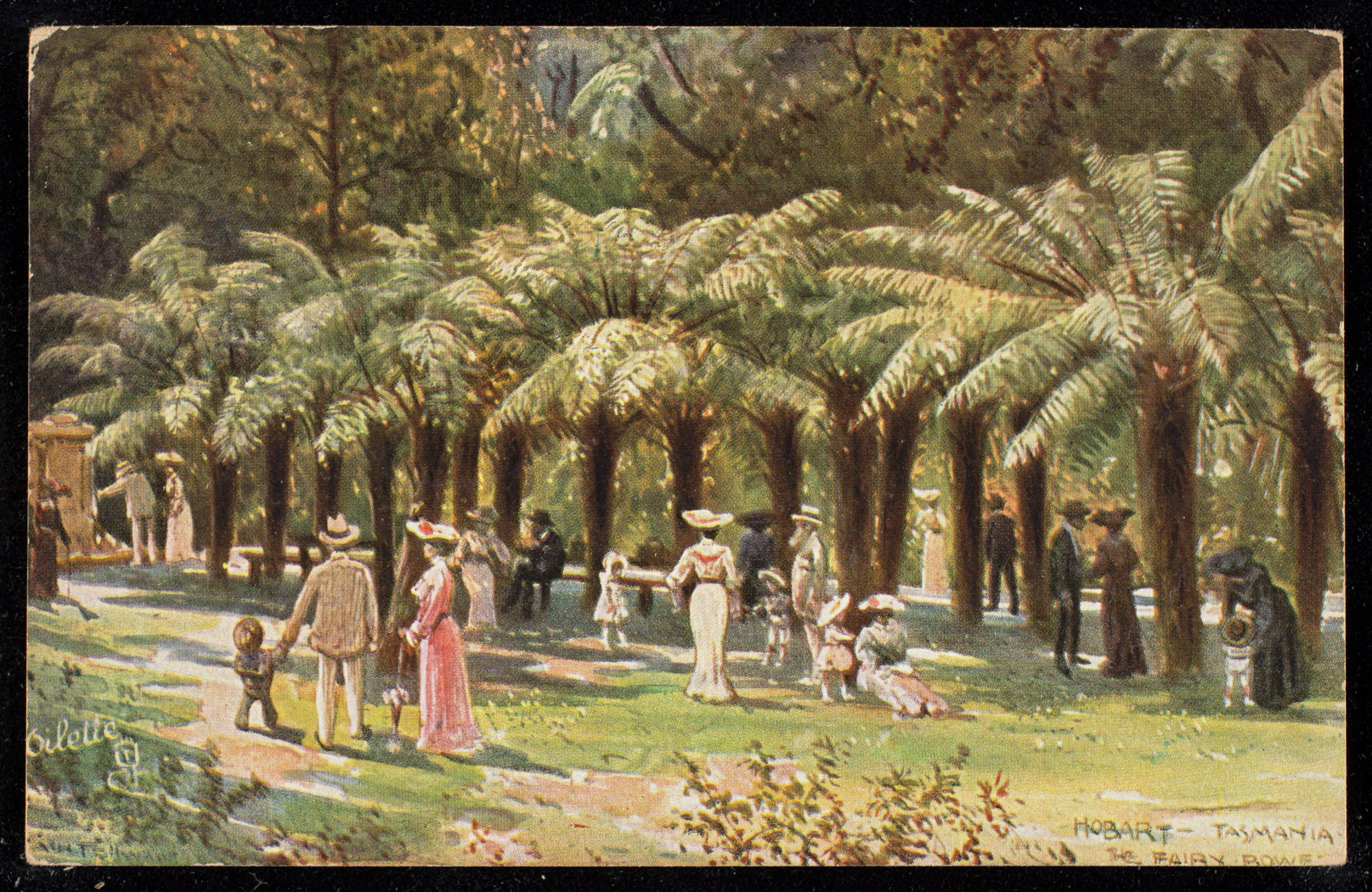
Хобарт